# Hannibal hadművelet

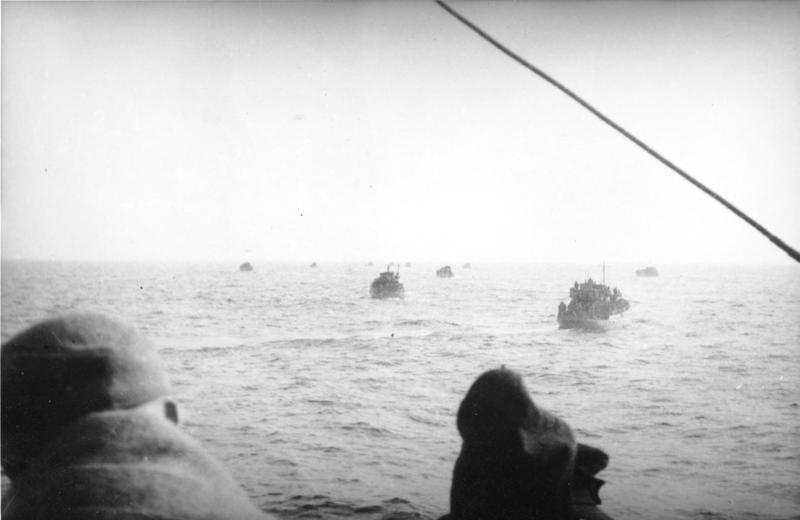
Menekültek átkelnek a Keleti-tengeren

A Hannibal hadművelet (németül Unternehmen Hannibal) a világ legnagyobb tengeri evakuálóakciója volt, amit a német Kriegsmarine hajtott végre a második világháború végén 1945 január-májusa között a célból, hogy kimentse az ottani német lakosságot, illetve a körbezárt hadosztályokat az egykori Kelet- és Nyugat-Poroszország, valamint Kurland területéről.

## Előzmények

Kelet-Poroszország a két világháború közt

A németek számára rosszul alakult az 1944-es év. A keleti fronton a Wehrmacht egyre gyorsuló ütemben kényszerült hátrálni, és a Vörös Hadsereg már 1944 augusztus-szeptemberében elérte az 1941-es német-szovjet határt, amit még a Barbarossa hadművelet kezdetén lépett át a Harmadik Birodalom hadereje. Mivel a német erők, különösen az Einsatzgruppék sok kegyetlen, nemzetközi jogba ütköző törvénytelenséget elkövettek a szovjetek ellen folytatott háborúban (a kegyetlenkedések mindkét oldalról mindennaposak voltak), ezért várható volt, hogy a bolsevik politikai tisztektől és pár írótól (pl. Ilja Ehrenburg) feltüzelt egyszerű vöröskatonák szörnyen fognak bánni a német polgári lakossággal. Ehrenburg uszító verseiben német civilek megölésére biztatta a szovjet hadsereg katonáit, aminek meg is lett az eredménye: a Német Birodalom területére lépő vöröskatonák az egyik első elfoglalt keletporosz falu lakóit bestiális kegyetlenséggel kivégezték, a nemmersdorfi mészárlás néven elhíresült akció az utolsó lökés volt a civil lakosság megfélemlítésére.

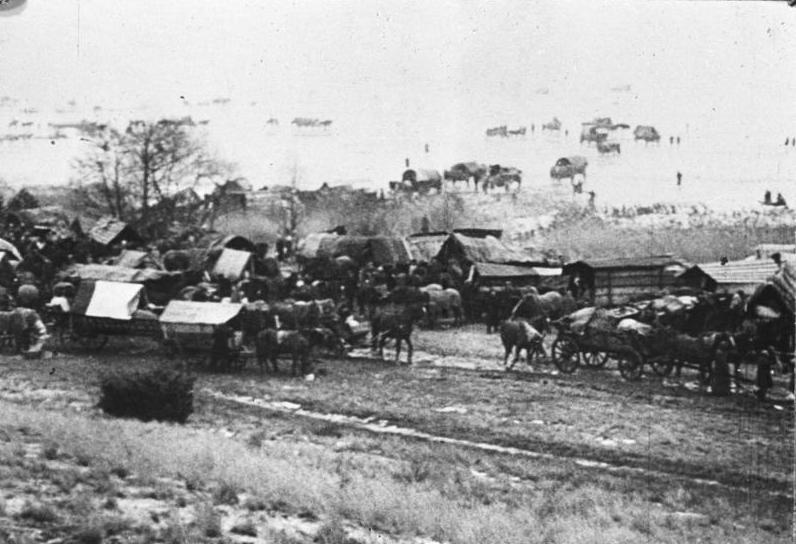
Keletporosz menekültek a Kur-öböl partján

Kelet-Poroszország evakuálását már többen is javasolták, amit a hadvezetőség is támogatott. Azonban Erich Koch, Gau Ostpreußen körzetvezetője megtiltotta a lakosság preventív célú kitelepítését, helyette civilek százezreit vezényelte az ún. Keleti fal (ném.: Ostwall) építésére a tartomány keleti határára. A szovjet kelet-poroszországi offenzíva 1945. január 12-én a lakosságot teljesen felkészületlenül érte, ahogy a Vörös Hadsereg nagy erőkkel benyomult az országrészbe. Ezért a civil lakosság az utolsó pillanatig a helyén maradt és csak a legvégső pillanatban kezdett spontán és szervezetlen menekülésbe. A támadó vörös csapatok gyors ütemben nyomultak előre, bekerítve és felmorzsolva a védekező német csapatokat. Ilyen körülmények között adta ki a parancsot a flottának Karl Dönitz nagyadmirális 1945. január 21-én hivatalosan is a Hannibal hadművelet megvalósítására, azaz a civil és katonai egységek evakuálására. Ez azonban nem vonatkozott mindenkire, a katonáknak és férfiaknak a parancs szerint az utolsó töltényig harcolniuk kellett. A főbb városokat Hitler erőddé (Festung) nyilvánította, amelyet mindenáron tartani kellett. Ezek közé tartozott például Königsberg, Danzig és Gotenhafen is. Január 23-án a Vörös Hadsereg elérte és bevette Elbinget (ma: Elbląg, Lengyelország), ezzel elzárta a szárazföldi menekülési útvonalat nyugat felé. A menekülés a továbbiakban csak tengeri, vagy légi úton volt lehetséges. A menekülők egy tekintélyes része messze keleten, Königsberg, Pillau térségében várt behajózásra. A nagyobb részük a szárazföldi út bezárultával átkelt a befagyott vizű Visztula-öblön (ném.: Frisches Haff) és a Visztula-turzáson keresztül érte el Danzig és Gotenhafen környékét, amelyeket a német hadsereg csaknem a háború legvégéig tartott.

## Az evakuálás

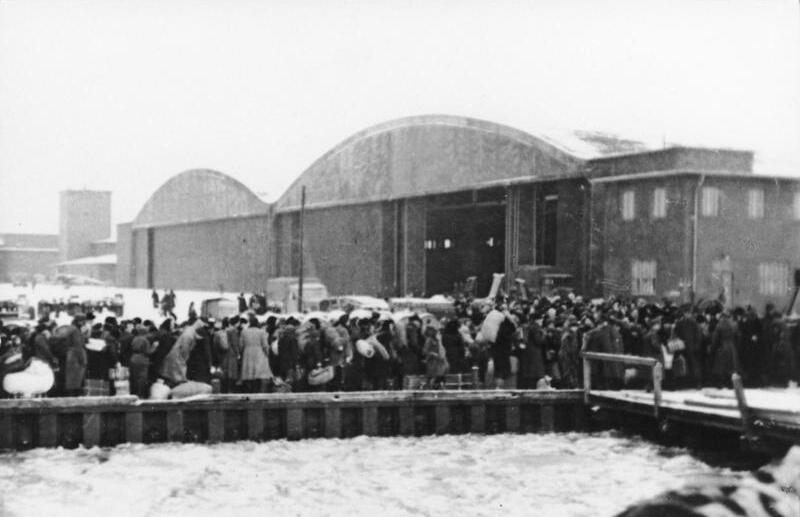
Keletporosz menekültek várnak behajózásra Pillauban, 1945 elején

A mentésben a Kriegsmarine gyakorlatilag minden egysége részt vett, nehézcirkálók, cirkálók, rombolók, torpedónaszádok, de kereskedelmi és civil egységek is, halászhajók, utasszállító gőzösök, mindenféle hajó. A haditengerészet keleti főparancsnoksága szám szerint 672 db kereskedelmi hajóutat és 409 hadihajóutat szervezett, a nagyobb kikötőkben a menekültek behajózását, konvojok összeállítását és védelmét. A menekülteknek rendkívüli hidegben kellett tömegszállásokon vagy a szabad ég alatt táborozniuk, néha hetekig, hiányos ellátás, tüzérségi és légitámadások közepette. A kereskedelmi hajóknak gyakran a legnehezebb időjárási körülmények közepette kellett kikötniük és kifutniuk. Pillau, Danzig, Gotenhafen, Hel és Kolberg kikötőiben összpontosították a hajók zömét. A menekültek főbb elszállítási és összpontosítási körzeteihez, valamint a fontosabb, még szabadon lévő menekülőutak védelmére Wehrmacht és Volkssturm egységeket vezényeltek, akiknek védelmezniük kellett a – főként légitámadások ellen – kiszolgáltatott menekülteket.
Ilyen körülmények között adta ki január 21-én Dönitz admirális a parancsot a „Hannibál hadművelet”-re, amely május 9-ig, egy nappal a német fegyverszünet napja utánig tartott: ezen a napon foglalták el az utolsó kikötőt, Danzigot a szovjet csapatok. Ezen idő alatt a német haditengerészet Kelet- és Nyugat-Poroszországból, valamint Pomerániából tengeri úton összesen 2,5 millió polgári és katonai személyt szállított a Wehrmacht főparancsnokságának kimutatása szerint Dániába és Schleswig-Holsteinbe. Danzig–Gotenhafen–Hel kikötőiből 1 347 000, Pillauból 592 000, Kolbergből 77 500, Swinemündéből 70 000 és Kurföldről 100 000 főt. A háború vége, a sorozatos légitámadások és a krónikus üzemanyaghiány ellenére is a német haditengerészet végig uralta a tengert. A veszteség „minimális” volt: a szovjetek összesen 5 hajót süllyesztettek el tengeralattjáró-támadásokkal, és ezek során mintegy 33 000 ember veszett oda, amely a menekültek kb. 1%-a, miközben a szárazföldön menekülő milliókból, egyes számítások szerint, minden hatodik ember elpusztult. Jól mutatta ez a szovjet haditengerészet gyengeségét.

## Veszteségek
A majd négy hónapig tartó, minden idők legnagyobb tengeri mentőakciójává váló Hannibal hadművelet meglepően kevés veszteséggel zárult. Szerepet játszott ebben a Kriegsmarine tagjainak bátor és önfeláldozó magatartása, a Luftwaffe szintén példaértékű helytállása, valamint a szárazföldi csapatok elkeseredett harcai a sokszoros túlerővel szemben, akik biztosították makacs harcokban a menekülést nyugati irányban. A szovjet Balti Flotta sem volt túl erős, a felszíni hajói nem képeztek a Kriegsmarine egységeivel szemben valós fenyegetést, így csak a tengeralattjáró-támadásokra és légitámadásokra futotta erejükből. Így a tengeri úton szállított menekülőknek csupán 1%-a, mintegy 33 000 ember lelte halálát a Balti-tengerben. Ezek között volt a Wilhelm Gustloff, a Goya, Orion és a Steuben hajók katasztrófái. A Wilhelm Gustloff lett a világtörténelem legnagyobb hajókatasztrófája, több, mint 10 000 embert rántott magával a hullámsírba. Ezen kívül 158 egyéb kisebb nagyobb hajó merült hullámsírba a Keleti-tengeren a mintegy 15 hétig tartó mentőakció során (1945. január 23 - május 9.).